# Tocopherol
Tocopherols (/toʊˈkɒfəˌrɒl/; TCP) là một loại hợp chất hóa học hữu cơ (chính xác hơn, đa methyl phenol), nhiều trong số đó có vitamin E hoạt tính. Bởi vì các vitamin hoạt động lần đầu tiên được xác định vào năm 1936 từ một yếu tố khả năng sinh sản dinh dưỡng ở chuột, nó được đặt tên là "tocopherol" từ tiếng Hy Lạp " τόκος " [tókos , sinh], và " φέρειν ", [phérein, chịu hoặc thực hiện ] có nghĩa là "mang thai", với hậu tố "-ol" biểu thị trạng thái của nó là rượu hóa học.
α-Tocopherol là nguồn chính được tìm thấy trong các chất bổ sung và trong chế độ ăn uống ở châu Âu, trong đó nguồn thực phẩm chính là dầu ô liu và hướng dương, trong khi γ-tocopherol là dạng phổ biến nhất trong chế độ ăn uống của người Mỹ do ăn nhiều đậu nành và dầu ngô.
Tocotrienol là những hợp chất liên quan, cũng có hoạt tính vitamin E. Tất cả các dẫn xuất khác nhau có hoạt tính vitamin này có thể được gọi chính xác là " vitamin E ". Tocopherols và tocotrienols là chất chống oxy hóa hòa tan trong chất béo nhưng dường như cũng có nhiều chức năng khác trong cơ thể.

## Các hình thức
Vitamin E tồn tại ở tám dạng khác nhau, bốn tocopherol và bốn tocotrienol. Tất cả đều có vòng crom, với nhóm hydroxyl có thể tặng một nguyên tử hydro để giảm các gốc tự do và chuỗi bên kỵ nước cho phép thâm nhập vào màng sinh học. Cả tocopherols và tocotrienols đều xuất hiện ở dạng α (alpha), β (beta), (gamma) và (delta), được xác định bởi số lượng và vị trí của các nhóm methyl trên vòng chromanol.